# Los Melenchones
Cet article possède des paronymes, voir Mélenchon, Melenchón et Mélanchthon.
Los Melenchones est une localité de la commune d'Águilas (région de Murcie, Espagne), située à proximité de l'Autoroute AP-7 et de l'autoroute RM-11 (es) d'Águilas à Lorca.